# 西祖谷山村南山
西祖谷山村南山（にしいややまむらみなみやま）は、徳島県三好市の町名。郵便番号は778-0104。

## 地理
三好市の南西部に位置。北は西祖谷山村東山・西祖谷山村下吾橋・西祖谷山村土日浦、東は西祖谷山村重末、南は西祖谷山村有瀬、西は吉野川を挟んで山城町下名とそれぞれ接する。

## 歴史
- 2006年（平成18年）3月1日 - 三好郡西祖谷山村が三野町・池田町・山城町・井川町・東祖谷山村と合併して三好市が発足し、現在の町名となる。

## 世帯数と人口
2021年（令和3年）12月31日現在の世帯数と人口は以下の通りである。
| 町丁           | 世帯数 | 人口 |
| -------------- | ------ | ---- |
| 西祖谷山村南山 | 2世帯  | 3人  |

## 施設
- 古宮神社
- 鶏足山キャンプ場
- 杉のたわ

## 交通

### 鉄道
- 最寄駅はJR土讃線の大歩危駅。